# カフェ・ノ・バール
カフェ・ノ・バール（Cafe no Bar）は、西武百貨店・そごうなどに店舗展開する、コーヒー豆販売店。一部店舗は喫茶店を併設している。

## 運営会社
運営は三笠フーヅ株式会社が行っている。この会社は元々三笠コカ・コーラボトリング社の関連会社で、1980年代には「アリカンテ」ブランドで缶コーヒー等を販売していた。西武百貨店を中心とした店舗展開も、かつて親会社であった三笠コカ･コーラボトリングがセゾングループの一員だったことに由来する。

## 概要
- 本社所在地 - 〒351-0036 埼玉県朝霞市北原二丁目4番23号
- 店舗（※を付した店舗は喫茶店併設）
  - 西武百貨店内 - ※旭川・※秋田・所沢・池袋・渋谷
  - そごう内 - ※神戸三宮・※西神